# Nick Pickard
Nicholas "Nick" Pickard es un actor inglés, conocido sobre todo por interpretar a Tony Hutchinson en la serie Hollyoaks.

## Biografía
Su hermano menor es el actor John Pickard, quien interpretó a Dominic Reilly en Hollyoaks. Es dueño de varios restaurantes Sheffield en Ecclesall Road.
Nick salió con la actriz Joanna Taylor, quien interpretó a Geri Hudson en Hollyoaks.
Tiene una hija, Ellie Pickard de una relación anterior.

## Carrera
Nick ha aparecido en los videos musicales de Mike and the Mechanics en la canción "Over My Shoulder" y de Roxette en la canción "Almost Unreal.
En 1987 obtuvo su debut con la película Mio in the Land of Farway donde dio vida a Mio.
En 1994 apareció brevemente en un episodio de EastEnders donde interpretó a un joven sin hogar que termina muriendo accidentalmente después de que Phil Mitchell incendiará el auto de Frnak Butcher para estafar a la aseguradora.
El 23 de octubre de 1995 se unió al elenco principal de la exitosa serie británica Hollyoaks donde interpretó a Anthony "Tony" Hutchinson, hasta ahora. Actualmente Nick es el actor con más tiempo en la serie.
Entre el 2001 y el 2009 interpretó de nuevo a Tony en los spin-offs de la serie llamados Hollyoaks: Movi'n On y Hollyoaks: Later.

## Filmografía

### Series de televisión
| Año             | Título               | Personaje        | Notas            |
| --------------- | -------------------- | ---------------- | ---------------- |
| 1995 - presente | Hollyoaks            | Tony Hutchinson  | 1,097 episodios  |
| 2009            | Hollyoaks Later      | Tony Hutchinson  | 5 episodios      |
| 2001            | Hollyoaks: Movi'n On | Tony Hutchinson  | episodio # 1.1   |
| 1994            | EastEnders           | -                | -                |
| 1994            | Grange Hill          | Mark             | episodio # 17.18 |
| 1990            | You Rang, M'Lord?    | Joven Trabajador | 2 episodios      |

### Películas
| Año  | Título                | Personaje | Notas                                                   |
| ---- | --------------------- | --------- | ------------------------------------------------------- |
| 1991 | Now That It's Morning | Ian       | corto - junto a Malcolm Sinclair & Edward Hibbert       |
| 1987 | in the Land of Farway | Mio/Bosse | junto a Christian Bale, Christopher Lee & Susannah York |

### Teatro
| Año  | Obra                   | Personaje | Teatro                   |
| ---- | ---------------------- | --------- | ------------------------ |
| 2009 | Cinderella (pantomima) | Dandini   | Liverpool Empire Theatre |
| -    | Richard II             | -         | -                        |
| -    | An Enemy of the People | -         | -                        |
| -    | Edward II              | -         | -                        |

## Premios y nominaciones
| Año  | Categoría                                               | Premio             | Serie     | Resultado |
| ---- | ------------------------------------------------------- | ------------------ | --------- | --------- |
| 2019 | Best On-Screen Partnership (junto a Alexandra Fletcher) | British Soap Award | Hollyoaks | Nominados |
| 2017 | Outstanding Achievement Award                           | British Soap Award | Hollyoaks | Ganó      |
| 2002 | Best Comedy Performance                                 | British Soap Award | Hollyoaks | Nominado  |
| 2001 | Best Comedy Performance                                 | British Soap Award | Hollyoaks | Nominado  |